# Libyen i olympiska sommarspelen 2016
Libyen deltog med sju deltagare vid de olympiska sommarspelen 2016 i Rio de Janeiro. Ingen av landets deltagare erövrade någon medalj.

## Bågskytte
| Bågskytt      | Gren                           | Rankningsomgång | Rankningsomgång | Omgång 1            | Omgång 2          | Omgång 3          | Kvartsfinal       | Semifinal         | Final / BM        | Final / BM       |
| Bågskytt      | Gren                           | Poäng           | Seed            | Motståndare Poäng   | Motståndare Poäng | Motståndare Poäng | Motståndare Poäng | Motståndare Poäng | Motståndare Poäng | Placering        |
| ------------- | ------------------------------ | --------------- | --------------- | ------------------- | ----------------- | ----------------- | ----------------- | ----------------- | ----------------- | ---------------- |
| Ali El-Ghrari | Herrarnas individuella tävling | 568             | 63              | Ellison (USA) L 0–6 | Gick inte vidare  | Gick inte vidare  | Gick inte vidare  | Gick inte vidare  | Gick inte vidare  | Gick inte vidare |

## Friidrott
Förkortningar
- Notera– Placeringar avser endast det specifika heatet.
- Q = Tog sig vidare till nästa omgång
- q = Tog sig vidare till nästa omgång som den snabbaste förloraren eller, i fältgrenarna, genom placering utan att nå kvalgränsen
- NR = Nationellt rekord
- N/A = Omgången fanns inte i grenen
- Bye = Idrottaren behövde inte tävla i omgången

Bana och väg
| Idrottare          | Gren              | Final    | Final     |
| Idrottare          | Gren              | Resultat | Placering |
| ------------------ | ----------------- | -------- | --------- |
| Mohamed Fuad Hrezi | Herrarnas maraton | 2:21:17  | 77        |

## Judo
| Idrottare          | Gren                           | Omgång 1             | Omgång 2               | Omgång 3             | Kvartsfinaler        | Semifinaler          | Återkval             | Final / BM           | Final / BM       |
| Idrottare          | Gren                           | Motståndare Resultat | Motståndare Resultat   | Motståndare Resultat | Motståndare Resultat | Motståndare Resultat | Motståndare Resultat | Motståndare Resultat | Placering        |
| ------------------ | ------------------------------ | -------------------- | ---------------------- | -------------------- | -------------------- | -------------------- | -------------------- | -------------------- | ---------------- |
| Mohamed El-Kawisah | Herrarnas extra lättvikt −60kg | Bye                  | Smetov (KAZ) L 000–100 | Gick inte vidare     | Gick inte vidare     | Gick inte vidare     | Gick inte vidare     | Gick inte vidare     | Gick inte vidare |

## Rodd
| Roddare            | Gren                    | Heat    | Heat      | Återkval | Återkval  | Kvartsfinal | Kvartsfinal | Semifinal | Semifinal | Final   | Final     |
| Roddare            | Gren                    | Tid     | Placering | Tid      | Placering | Tid         | Placering   | Tid       | Placering | Tid     | Placering |
| ------------------ | ----------------------- | ------- | --------- | -------- | --------- | ----------- | ----------- | --------- | --------- | ------- | --------- |
| Al-Hussein Gambour | Herrarnas singelsculler | 7:43,85 | 5 R       | 7:45,09  | 4 SE/F    | Bye         | Bye         | 8:13,17   | 4 FF      | 7:41,77 | 32        |

## Simning
| Idrottare        | Gren                    | Heat    | Heat      | Semifinal        | Semifinal        | Final            | Final            |
| Idrottare        | Gren                    | Tid     | Placering | Tid              | Placering        | Tid              | Placering        |
| ---------------- | ----------------------- | ------- | --------- | ---------------- | ---------------- | ---------------- | ---------------- |
| Ahmad Attellesey | Herrarnas 50 m frisim   | 23,89   | 53        | Gick inte vidare | Gick inte vidare | Gick inte vidare | Gick inte vidare |
| Daniah Hagul     | Damernas 100 m bröstsim | 1.25,47 | 43        | Gick inte vidare | Gick inte vidare | Gick inte vidare | Gick inte vidare |

## Taekwondo
| Idrottare     | Gren             | Åttondelsfinaler         | Kvartsfinaler        | Semifinaer           | Återkval             | Final                | Final            |
| Idrottare     | Gren             | Motståndare Resultat     | Motståndare Resultat | Motståndare Resultat | Motståndare Resultat | Motståndare Resultat | Placering        |
| ------------- | ---------------- | ------------------------ | -------------------- | -------------------- | -------------------- | -------------------- | ---------------- |
| Yousef Shriha | Herrarnas −58 kg | Navarro (MEX) L 9–23 PTG | Gick inte vidare     | Gick inte vidare     | Gick inte vidare     | Gick inte vidare     | Gick inte vidare |